# Петрини, Раффаэлла
Раффаэ́лла Петри́ни (итал. Raffaella Petrini; род. 15 января 1969, Рим, Италия) — итальянская монахиня, куриальный официал, член конгрегации францисканских сестёр Евхаристии. Генеральный секретарь губернаторства государства-града Ватикана с 1 октября 2021 по 1 марта 2025. Председатель Папской Комиссии по делам государства-града Ватикан и губернатор государства-града Ватикан с 1 марта 2025.

## Ранние годы
Рафаэлла Петрини родилась в Риме 15 января 1969 года.
Она окончила факультет политологии Свободного международного университета социальных исследований имени Гвидо Карли в Риме. Она получила докторскую степень в Папском университете Святого Фомы Аквинского (Ангеликум), где впоследствии была назначена профессором экономики благосостояния и социологии экономических процессов. Петрини также изучала организационное поведение в Хартфордском университете (Коннектикут), получив степень магистра в 2001 году.
С 2005 года по 2021 год работала в штате Конгрегации евангелизации народов.

## Куриальный чиновник
4 ноября 2021 года Папа Франциск назначил её генеральным секретарём губернаторства государства-града Ватикана, сделав её первой женщиной на этой должности. Позже он отметил, что она была самой высокопоставленной женщиной в самом маленьком государстве мира.
13 июля 2022 года Папа Франциск впервые назначил женщин членами Дикастерии по делам епископов; среди них были Петрини, Ивонн Ренгот и Мария Лия Дзервино.
В январе 2025 года Папа Франциск объявил, что планирует назначить Петрини председателем губернаторства города-государства Ватикан, а сделал это 15 февраля с датой вступления в силу 1 марта.